# MBC 뉴스데스크 경북
《MBC 뉴스데스크 경북》은 안동MBC TV에서 매주 월요일부터 목요일 오후 8시 30분, 금요일 오후 8시 10분에 방송 중인 경북 지역 메인 뉴스 프로그램이다.

## 개요
안동MBC 뉴스데스크로 읽는다.

## 앵커
| 대수 | 진행자 | 진행자 | 진행 기간                           | 비고        |
| 대수 | 남성   | 여성   | 진행 기간                           | 비고        |
| ---- | ------ | ------ | ----------------------------------- | ----------- |
| 1대  | 허환구 | 손다정 | 일지 미상 ~ 2022년 11월 24일        |             |
| 임시 | 허환구 | 빈칸   | 2022년 11월 25일 ~ 2022년 12월 30일 |             |
| 2대  | 허환구 | 황지윤 | 2023년 1월 2일 ~ 2024년 8월 14일    |             |
| 임시 | 허환구 | 빈칸   | 2024년 8월 15일 ~ 2024년 9월 6일    |             |
| 3대  | 허환구 | 백시연 | 2024년 9월 9일 ~ 2024년 12월 19일   | [ 1 ] [ 2 ] |
| 임시 | 허환구 | 빈칸   | 2024년 12월 20일 ~ 2025년 1월 10일  |             |
| 4대  | 허환구 | 송나영 | 2025년 1월 13일 ~ 현재              |             |